# Cagnes-sur-Mer
Cagnes-sur-Mer (okcitansko/provansalsko Canha de Mar) je mesto in občina v jugovzhodnem francoskem departmaju Alpes-Maritimes regije Provansa-Alpe-Azurna obala. Mesto ma več kot 52.000 prebivalcev.

## Geografija
Kraj se nahaja v pokrajini Provansi na Azurni obali med Cannesom in Nico. Sestavljen je iz dveh delov: Le Haut de Cagnes je staro jedro mesta z gradom Château Grimaldi, postavljenim na vrhu hriba, Le Cros de Cagnes pa je manjše ribiško pristanišče.
Na ozemlju občine se v Sredozemsko morje izliva 28 km dolga rečica Cagne.

## Administracija
Cagnes-sur-Mer je sedež dveh kantonov:
- Kanton Cagnes-sur-Mer-Center (del občine Cagnes-sur-Mer: 25.657 prebivalcev),
- Kanton Cagnes-sur-Mer-Zahod (del občine Cagnes-sur-Mer, občine La Colle-sur-Loup, Saint-Paul, Alpes-Maritimes, Villeneuve-Loubet: 40.949 prebivalcev).

Del ozemlja občine se nahaja v kantonu Saint-Laurent-du-Var-Cagnes-sur-Mer-Vzhod s sedežem v Saint-Laurentu. Vsi trije kantoni so sestavni deli okrožja Grasse.

## Zgodovina
Ozemlje so prvotno naseljevala ligurska plemena. Sprva ligurska vas, kasnejši galo-rimski oppidum, se je Cagnes-sur-Mer v 11. stoletju razvil v srednjeveški trg.

## Pobratena mesta
- Passau (Bavarska, Nemčija); (1973)